# ستيوارت بومان
ستيوارت بومان (بالإنجليزية: Stuart Bowman)‏ هو راكب الكنو بريطاني، ولد في 13 فبراير 1975.

## وصلات خارجية
- ستيوارت بومان على موقع أوليمبيديا (الإنجليزية)
- ستيوارت بومان على موقع اللجنة الأولمبية البريطانية (الإنجليزية)